# Out of the Blue (альбом Блу Мітчелла)
Out of the Blue — студійний альбом американського джазового трубача Блу Мітчелла, випущений у 1959 році лейблом Riverside.

## Опис
На цих ранніх своїх записах трубач Блу Мітчелл перебуває у чудовій формі і грає в складі квінтету, до якого входять тенор-саксофоніст Бенні Голсон (який тут також виступив автором «Blues on My Mind»), Вінтон Келлі на фортепіано, Пол Чемберс та Сем Джонс на контрабасі і ударник Арт Блейкі. Послідовно свінговий репертуар альбому включає неочікувано непогану версію «When the Saints Go Marching In.».

## Список композицій
1. «Blues on My Mind» (Бенні Голсон) — 9:05
2. «It Could Happen to You» (Джонні Берк, Джиммі Ван Гейзен) — 5:52
3. «Boomerang» (Кларк Террі) — 5:01
4. «Sweet-Cakes» (Блу Мітчелл) — 6:09
5. «Missing You» (Роннелл Брайт) — 5:40
6. «When the Saints Go Marching In» (народна) — 7:00

## Учасники запису
- Блу Мітчелл — труба
- Бенні Голсон — тенор-саксофон
- Вінтон Келлі — фортепіано
- Пол Чемберс (2, 5—7), Сем Джонс (1, 3—4) — контрабас
- Арт Блейкі — ударні

Технічний персонал
- Оррін Кіпньюз — продюсер, текст
- Джек Хіггінс — інженер
- Гарріс Лівайн, Кен Брейрен, Пол Бейкон — дизайн [обкладинка]
- Лоуренс Шустак — фотографія